# 章武郡
章武郡（しょうぶ-ぐん）は、中国にかつて存在した郡。後漢末から隋初にかけて、現在の河北省廊坊市一帯に設置された。

## 概要
後漢の建安年間に河間国と勃海郡を分割して、章武郡が立てられた。
三国魏の嘉平年間に章武郡はひとたび廃止された。
265年（西晋の泰始元年）、章武国が立てられた。治所は東平舒県に置かれた。章武国は冀州に属し、東平舒・文安・章武・束州の4県を管轄した。永嘉の乱以降、章武国の地は華北の五胡の諸国の支配下に入った。
487年（北魏の太和11年）、瀛州が立てられると、章武郡は瀛州に転属した。北魏の章武郡は成平・平舒・束州・文安・西章武の5県を管轄した。
583年（開皇3年）、隋が郡制を廃すると、章武郡は廃止されて、瀛州に編入された。